# Barbeuia madagascariensis
Espèce
Statut de conservation UICN

 LC  : Préoccupation mineure
Barbeuia madagascariensis est une espèce de la famille des Barbeuiaceae.
C'est une liana que l'on trouve uniquement sur l'île de Madagascar.
Barbeuia a parfois été placé dans sa propre famille Barbeuiaceae. Le système APG II de 2003, par exemple, reconnaît une telle famille et l'attribue à l'ordre des Caryophyllales dans le clade core eudicots, après que Philippe Cuénoud ait séquencé un fragment du gène matK (extrait d'une graine déposée dans l'herbier de Kew) et a montré que Barbeuia n'appartient pas aux Phytolaccaceae. Cela représente un changement par rapport au système APG, de 1998, qui ne reconnaissait pas les Barbeuiaceae comme une famille, faute de données moléculaires.

## Systématique
Le nom correct complet (avec auteur) de ce taxon est Barbeuia madagascariensis Steud..